# DeSean Jackson
DeSean Jackson (født 1. december 1986 i Long Beach, Californien) er en amerikansk fodboldspiller, som spiller positionen wide receiver for holdet Washington Redskins. I college spillede DeSean for the University of California Golden Bears. Han blev drafted i anden runde i 2008-draften af Philadelphia Eagles. I både college og i NFL har DeSean spillet både Wide receiver og Kick/Punt returner. Han blev i 2009, i sit blot andet år valgt til Pro Bowl som både wide receiver og kick returner. Hvilket markerede første gang i NFL's historie en spiller blev valgt til Pro Bowl på to positioner samme år.